# 花蹤文學獎
花蹤文學獎，是由馬來西亞《星洲日報》於1991年創辦的文學獎項，兩年舉辦一次，該獎項之後於2001年增設花蹤世界華文文學獎，由原先鼓勵馬來西亞本地作者的文學獎，成為面向全球華文作家的獎項。

## 獎項類別
目前分為以下5組獎別，甲組馬華甄選分為：小說、散文、新詩及報導文學4個獎項；乙組新秀獎分為小說、散文及新詩組。丙組為馬華文學大獎，丁組是花蹤世界華文文學獎，戊組是新設的微型小說獎，預計選出入圍10篇。

## 外部連結
- 官方網站 （页面存档备份，存于）